# روجر بيترسون
روجر بيترسون (بالسويدية: Roger Pettersson)‏ (4 يناير 1973 - ) هو ملاكم سويدي.

## روابط خارجية
- روجر بيترسون على موقع أوليمبيديا (الإنجليزية)
- روجر بيترسون على موقع اللجنة الأولمبية السويدية (السويدية)